# Forcipomyia scorpio
Forcipomyia scorpio är en tvåvingeart som beskrevs av Debenham 1987. Forcipomyia scorpio ingår i släktet Forcipomyia och familjen svidknott. Inga underarter finns listade i Catalogue of Life.